# Abomey-Calavi (gemeente)
Abomey-Calavi is een van de 77 gemeenten (communes) in Benin. De gemeente ligt in het departement Atlantique en telt 307.745 inwoners (2002).
De gelijknamige hoofdplaats Abomey-Calavi telt ongeveer een derde van het aantal inwoners in de gemeente. De andere stad is Godomey, wat direct grenst aan Benins grootste stad Cotonou.